# Brice Butler
Brice Butler (Norcross, 29 gennaio 1990) è un ex giocatore di football americano statunitense che ha militato nel ruolo di wide receiver nella National Football League (NFL). Fu scelto nel corso del settimo giro (209º assoluto) del draft NFL 2013 dagli Oakland Raiders. Al college giocò a football prima con la University of Southern California e poi all'Università statale di San Diego.

## Carriera

### Oakland Raiders
Butler fu scelto nel settimo giro del Draft 2013 dagli Oakland Raiders. Il 7 giugno firmò un contratto quadriennale del valore di 2,22 milioni di dollari, inclusi 67.500$ di bonus alla firma. Debuttò come professionista nella settimana 1 contro gli Indianapolis Colts ricevendo un passaggio da 8 yard. Nella settimana 12 contro i Tennessee Titans recuperò un fumble sulle 49 yard proprie perso dal compagno di squadra Jacoby Ford. Chiuse la stagione giocando 10 partite di cui 2 da titolare, con 9 ricezioni per 103 yard.
Il primo touchdown in carriera, Butler lo segnò nella settimana 6 della stagione 2014 contro i San Diego Chargers. La sua seconda annata si chiuse con 21 ricezioni per 280 yard e due marcature in 15 presenze, nessuna delle quali come titolare.

## Statistiche
| Partite             | 25  |
| Partite da titolare | 2   |
| Ricezioni           | 30  |
| Yard su ricezione   | 383 |
| Touchdown           | 2   |

Statistiche aggiornate alla stagione 2014

## Vita privata
Il padre, Bobby Butler, giocò come cornerback per gli Atlanta Falcons dal 1981 al 1992.